# Sidomojo
Sidomojo is een bestuurslaag in het regentschap Sidoarjo van de provincie Oost-Java, Indonesië. Sidomojo telt 3850 inwoners (volkstelling 2010).